# TransVaucluse
TransVaucluse était le service de transport en commun par bus du département de Vaucluse jusqu'en septembre 2018 où la Région rassemble ses transports sous un réseau unique  ZOU !. Cette nouvelle marque régionale s’étend à l’ensemble du territoire, mais ne s'applique qu'à partir de juin 2019.
L'entrée en vigueur de la loi portant nouvelle organisation territoriale de la République provoque le 1er septembre 2017 le passage de l'organisation de ce service à la région Provence-Alpes-Côte d'Azur.
TransVaucluse proposait :
- Trente-cinq lignes interurbaines reliant 135 villes du territoire et près de cinquante lignes pour les scolaires ;
- Une grille de 2 zones et différents types d'abonnements pour des tarifs attractifs, adaptés selon les publics et les besoins de chacun ;
- Des transports sur réservation permettant de compléter et d'adapter ce dispositif aux situations particulières ;
- ainsi que près de 200 poteaux d'information TransVaucluse équipant les arrêts de cars.

Ce réseau était en correspondance direct avec les réseaux de transport urbain (à l'intérieur d'une même ville ou agglomération) qui, eux, sont assurés par la commune ou la communauté d'agglomération.

## Lignes
Les anciennes lignes TransVaucluse qui deviennent en septembre 2018 des lignes Zou ! sont référées dans l'article ci-dessous :

## Pôle d'Échanges Multimodaux
Le réseau TransVaucluse assurait des correspondances vers différentes gares SNCF et aéroports.